# تپه یام چشمه
تپه یام چشمه مربوط به دوران‌های تاریخی پس از اسلام است و در شهرستان تاکستان، بخش ضیاءآباد، روستای یام چشمه واقع شده و این اثر در تاریخ ۳ بهمن ۱۳۷۹ با شمارهٔ ثبت ۳۰۰۱ به‌عنوان یکی از آثار ملی ایران به ثبت رسیده است.